# Équipe du Japon masculine espoir de kayak-polo
L'équipe du Japon espoir de kayak-polo est l'équipe masculine espoir qui représente le Japon dans les compétitions majeures de kayak-polo.
Elle est constituée par une sélection des meilleurs joueurs japonais âgés de moins de 21 ans.